# Gasteruption jaculator
Espèce
Gasteruption jaculator, le gastéruption à javelot, est une espèce d'insectes de l'ordre des hyménoptères et de la famille des Gasteruptiidae.

## Description
La tête et le thorax sont noirs. Le gastre noir, long et fin, est attaché au sommet du propodeum. Au repos, les ailes sont pliées le long du corps. Les tibias des pattes postérieures sont élargis vers le tarse. La femelle a un très long ovipositeur (d'où le nom d'espèce) avec une extrémité blanche.

## Distribution
Europe.

## Biologie
On le trouve sur les fleurs d'Apiaceae (ombellifères) et d'autres plantes sauvages ou des jardins de mai à septembre. Les larves sont des parasites des larves d'abeilles solitaires.

## Systématique
- L'espèce Gasteruption jaculator a été décrite  par le naturaliste suédois Carl von Linné en 1758 sous le nom initial de Ichneumon jaculator.
- La localité-type est Uppsala en Suède.
- Le lectotype est une femelle déposée à la Linnean Society, à Londres; type désigné par Achterberg & Talebi, 2014.

### Synonymie
- Ichneumon jaculator Linné, 1758 Protonyme[1]
- Foenus jaculator Fabricius, 1798
- Foenus granulithorax Tournier, 1877
- Faenus granulithorax Abeille de Perrin, 1879
- Faenus obliteratus Abeille de Perrin, 1879
- Gasteruption granulithorax Schletterer, 1885
- Gasteruption obliteratum Schletterer, 1885
- Gasteruption rugidorsum Schletterer, 1885
- Gasteruption thomsonii Schletterer, 1885
- Foenus rugidorsus Costa, 1885: 22
- Gasteryption granulithorax Semenov, 1892
- Gasteryption thomsoni Semenov, 1892
- Gasteryption thomsoni var. monochropus Semenov, 1892
- Gasteryption schewyrewi Semenov, 1892
- Gasteruption jaculator Kieffer, 1912
- Gasteruption rugidorsum Kieffer, 1912

### Nom vernaculaire
- Le gastéruption à javelot